# 十如是
十如是，又稱作十如，出自《妙法蓮華經·方便品》。天台宗將《法華經》的「十如是」用「十界互具」加以闡明，為天台宗的核心義理之一。
《妙法蓮華經·方便品》僅簡單列出「十如是」之名稱，並未解說。對「十如是」，歷代注家有許多不同的解釋。天台智者大師在《法華文句》中評判法雲、法瑤、北地師、玄暢諸家觀點，並提出自家解說。天台宗之外，主要有竺道生、吉藏、窺基諸師就「十如是」提出其解釋。近人印順法師在《中觀今論》和《法華經筆記》中亦有解說，分成「性、相」、「體、作、力」、「因、緣、果、報」三組解釋。

## 概述
根據《法華玄義》卷2和《摩訶止觀》卷5，天台宗對十如是的解釋（取書中對人天界的說明作示例）爲：
1. 如是相：「相以據外，覽而可別」，顯現於外的相狀。如人天界，相表清升（相對於三惡道之濁穢、沉淪，人天界為清澈、上升）。
2. 如是性：「性以據內，自分不改」，內在不移的本性。如人天界，性是白法（有漏善法）。
3. 如是體：「主質」，主幹、形體（色、心五蘊為體）。如人天界，體是安樂色、心（相對於三惡道粗糙惡劣的名色法，人天界為安穩快樂的名色法）。
4. 如是力：「功能」，體具有的潛在功用效能。如人天界，力是堪任善器（能作善業之根器）。
5. 如是作：「構造」，構立造作（身口意三業），發揮實現體之功能。如人天界，作是造止善、行善（不作惡為止善，作善事為行善）。
6. 如是因：「習因」，過去所種的習熟之因（同類因）[5]。或採廣泛解釋作「招果」為因，亦名為業。如人天界，因是白業（有漏善業）。
7. 如是緣：「報因」，過去所種的感報之因（異熟因）[5]。或採廣泛解釋作「助因」、「助業」皆緣（增上緣）。如人天界，緣是善我、我所，所有具度（能作善的我、我所之一切事物）。
8. 如是果：「習果」，由習熟之因引生的果（等流果）[5]。如人天界，果是任運酬善心生（自然行善之心產生）。
9. 如是報：「報果」，善惡業隔世所感業報（異熟果）[5]。如人天界，報是自然受樂（自然獲得快樂）。
10. 如是本末究竟等：「相為本，報為末。所歸趣處，為究竟等」。從首位的相至末位的報，皆同歸究竟實相。若按「如」（真諦）義，初後皆空為「等」。若按「性相」（俗諦）義，初後相在為「等」。若按究竟「中」（中道第一義諦）義，初後皆實相為「等」。

又天台宗以十如是配以「三軌」，三軌是用「諦」、「智」、「行」三個範疇，軌範一切諸法，「真性軌」為真如實性之法體，「觀照軌」為能知真性法體之智，「資成軌」為扶助「觀照軌」成就「真性軌」之諸行。
根據《法華玄義》卷5，如是「體」即真性軌；如是「性」，性以據內，是觀照軌；如是「相」，相以據外，即是福德，是資成軌。「力」者是了因，是觀照軌；「作」者是萬行精勤，是資成軌；「因」者習因，觀照。「緣」者報因，資成；「果」者是習果，觀照；「報」者習報，資成。「本末等」者，空等觀照軌；假等資成軌；中等真性軌。

## 其他文本
《大智度論》卷32說「一一法有九種」，九種是：體、法（即是「相」）、力、因、緣、果、性、限礙、開通方便。卷33說到：力、因、緣、果、報。卷27說到：相、力、因、緣、果、報、性、得、失。

《法華經》羅什譯本的「十如是」經文為：
佛所成就第一難解之法，唯佛與佛乃能究盡諸法實相，所謂諸法如是相，如是性，如是體，如是力，如是作，如是因，如是緣，如是果，如是報。如是本末究竟等。

在其他譯本或現存的梵本中，相對應的段落為「五何法」，如世親《法華論》的譯文作「何等法？云何法？何似法？何相法？何體法？」，也依照這五個項目加以闡釋。梵本《法華經》的對應文句為：
舍利弗！如來為如來說示如來了知的諸法。舍利弗！如來說示一切諸法。舍利弗！如來了知一切諸法，這些法為何，這些法如何，這些法似何，這些法的相狀，這些法的體性。這些法為何，如何，似何，相狀，體性。對於這些法，如來是現見者，非不現見者。
對於兩者文句的差異，有人認為是羅什譯《法華經》時，參照《大智度論》附加上去，有人認為羅什翻譯時是用「龜茲本」，與「印度梵本」原屬不同傳本，所以內容也就有所出入。

## 引用注釋
1. 1 2 3  張瑞良. . 1988  [2024-05-17]. （原始内容存档于2024-05-17）.
2. 1 2 3 4 5  黃國清. . 2006  [2024-05-17]. （原始内容存档于2023-03-31）.
3. 1 2  印順. .   [2024-05-18]. （原始内容存档于2024-05-18）.
4. ↑  印順.  (PDF).   [2024-05-18]. （原始内容存档 (PDF)于2024-05-19）.
5. 1 2 3 4   摩訶止觀：「一、報果相現，二、習因相現，三、報前現習後現，四、習前現報後現，五、習報俱時現，六、前後不定。諸業現時，參差萬品，識此六意，分別無謬。……云何名「習因、習果」？阿毘曇人云：「習因是自分因，習果是依果。」又習名「習續」。自分種子相生，後念心起，習續於前；前念為因，後念為果。此義通三性。論家但在善、惡、無記，無習續也。報因、報果者，此就異世。前習因、習果皆名報因，此因牽來果，故以報目之，名為「報因」；後受五道身，即是「報果」也。」
6. ↑  郭朝順. . 1992  [2024-05-17]. （原始内容存档于2024-05-17）.
7. ↑  《大智度論》卷32：「各各有法；如眼、耳雖同四大造，而眼獨能見，耳無見功；又如火以熱為法，而不能潤」（《大智度論》：「火為熱相」（卷31）、「眼為見相」（卷40））
8. 1 2  黃國清. . 2000  [2024-05-18]. （原始内容存档于2024-05-18）.
9. ↑  呂澂. .   [2024-05-18]. （原始内容存档于2024-05-18）.